# Nicola Scafidi
Nicola Scafidi (Palermo, 1925 – 2004) è stato un fotografo e fotoreporter italiano.

## Biografia

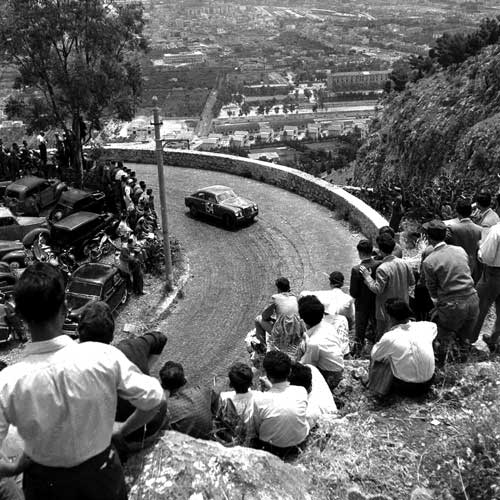
Una foto di Nicola Scafidi del 1953

A poco più di 10 anni inizio' la sua carriera presso lo studio nello del padre Giusto. Nel 1943 fotografa lo sbarco degli alleati americani in Sicilia.  Sono del 1945 i suoi primi servizi sul banditismo e sul separatismo in Sicilia. Diviene famoso per un fotoreportage sul bandito Salvatore Giuliano, che riesce ad incontrare solo perché accetta di essere trasportato bendato nel luogo segreto del rifugio del bandito.Il gancio fu la sorella di Giuliano, perché Scafidi era anch'egli separatista. Fotografo dell'assemblea regionale siciliana dalla sua costituzione nel 1947 fino agli anni '70, del Teatro Massimo della Palermo Calcio e punta di diamante del quotidiano siciliano L'Ora a partire dagli anni '50. 
Ha avuto l'opportunità di poter scattare in molti film, durante le riprese tra il 1960 e il 2979. Da ricordare Il Gattopardo di Luchino Visconti, Il viaggio di Vittorio De Sica (1974), Vulcano con Anna Magnani, Salvatore Giuliano, Lucky Luciano e Il caso Mattei di Francesco Rosi. 
Collabora con vari quotidiani quali la La Voce della Sicilia, L'Unità, L'Ora, il Giornale di Sicilia. 
Suoi servizi fotografici sono stati pubblicati da prestigiose testate straniere quali: The New York Times, The Daily Telegraph, Life, Time, Stern, Der Spiegel, Paris Match e altre. È stato inoltre corrispondente dell'Associated Press e dell'United Press.
Nel 2015 gli viene intitolata una galleria d'arte e Villa Niscemi , sede di rappresentanza del Comune di Palermo. Tante le mostre post mortem oggi organizzate dalla figlia Angela erede di circa 300 000 negativi la maggior parte inedite. Ogni anno viene organizzato un evento fotografico per ricordare il suo lavoro. A 20 anni dalla sua dipartita, ossia il 26 novembre 2024 è stato realizzato un docufilm biografico legato al suo lavoro svolto, prodotto dalla suddetta figlia.